# L'illa del vodú
 L'illa del vodú (títol original en anglès: Voodoo Island) és una pel·lícula de terror de Reginald Le Borg, estrenada el 1957. És protagonitzada per Boris Karloff, la icona popular dels films de terror. Ha estat doblada al català.

## Argument[2]
Un home de negocis pretén aixecar un complex hoteler en una illa que, segons es diu, és maleïda. Ja ha enviat quatre homes a explorar el terreny, però només un ha tornat amb vida, i en estat de xoc. Tanmateix, això no sembla afectar-lo en absolut, i envia una nova expedició sense adonar-se'n de les conseqüències.

## Repartiment
- Boris Karloff: Phillip Knight
- Beverly Tyler: Sarah Adams
- Murvyn Vye: Barney Finch
- Elisha Cook Jr.: Martin Schuyler
- Rhodes Reason: Matthew Gunn
- Jean Engstrom: Claire Winter

## Al voltant de la pel·lícula
La pel·lícula es desenvolupa al Pacífic Sud i ha estat rodada a l'illa de Kauai (Hawaii). Després de la seva estrena en sales per la United Artists el 1957, la pel·lícula va tornar a les pantalles el 1962 amb un nou títol: Silent Death.
El 20 de setembre de 2005 MGM (que és la propietària de United Artists) edita  Voodoo Island  i The Four Skulls of Jonathan Drake en un programa doble.